# フューチャーガールズ
『フューチャーガールズ』は、2003年4月3日から同年9月25日まで東海テレビで放送されたバラエティ番組。全25回。放送時間は毎週木曜 24:40 - 25:10 (JST) 。

## 概要
土田晃之と4人のグラビアアイドルたちがテレビドラマの企画に挑戦していた深夜番組で、この番組以前に東海テレビで放送されていた『コスモ★エンジェル』と同様にバラエティパートを挿みながら行われていた。ドラマパートには毎回、太田プロダクション所属のお笑い芸人たちがゲスト出演していた。また、ドラマパートで使われた小道具は、東海テレビの公式サイトでオークションに懸けられていた。
この番組に出演していた磯山さやか・和希沙也・熊田曜子の3人は、後に同局で放送された情報バラエティ番組『リサッチ』でも共演した。同番組では時々、このフューチャーガールズの1シーンがお宝映像として流れることがあった。

## 出演者
- 土田晃之 - マスター、ニュースキャスター役
- 磯山さやか - サヤカ役
- 和希沙也 - カズキ役
- 森本さやか - モリモト役
- 熊田曜子 - ヨウコ役

## ドラマパート

### あらすじ
2XXX年。世界中ではモラルの低下から凶悪犯罪が横行し、世界は大混乱に陥っていた。そこで、4人の選ばれた少女たち「サヤカ」「カズキ」「モリモト」「ヨウコ」はフューチャーガールズとして、凶悪犯罪の芽となる出来事を未然に防ぎ未来の犯罪を防止するため、2003年の現代にタイムスリップし、マスターの下密かに活動を始めるのであった。

### サブタイトル
- 第1話 未来の国からはるばると…の巻（2003年4月3日）
- 第2話 コンパ大好き! マル秘必勝法…の巻（2003年4月10日）
- 第3話 ピンチ 夢のロボット開発…の巻（2003年4月17日）
- 第4話 禁じられた愛…の巻（2003年4月24日）
- 第5話 恐るべき巨匠のDNA…の巻（2003年5月1日）
- 第6話 秘密にしちゃイヤ! ミュージシャンの恩返し…の巻（2003年5月8日）
- 第7話 横須賀与太郎行進曲…の巻（2003年5月15日）
- 第8話 バブルキラー…の巻（2003年5月22日）
- 第9話 友達が言うことにゃ…の巻（2003年5月29日）
- 第10話 サスペンス・犯人はスケていた!?…の巻（2003年6月5日）
- 第11話 ジグザグ親子が家族ゲーム!?…の巻（2003年6月12日）
- 第12話 料理は愛情…の巻（2003年6月19日）
- 第13話 セクハラ政治家を追放せよ! マル秘大作戦…の巻（2003年7月3日）
- 第14話 終わらないハンコウ期…の巻（2003年7月10日）
- 第15話 ボマー…の巻（2003年7月17日）
- 第16話 おそらく今夜東海地区で一番怖いお話…の巻（2003年7月24日）
- 第17話 奇跡のゴッドハンド…の巻（2003年7月31日）
- 第18話 チュウ、チュウ、チュチュ夏のお嬢さん…の巻（2003年8月7日）
- 第19話 レインボー美術館を封鎖せよ! …の巻（2003年8月14日）
- 第20話 今夜はとってもメロドラマ…の巻（2003年8月21日）
- 第21話 悲しきマスクマン…の巻（2003年8月28日）
- 第22話 あなたの知らない世界。ネクタイは見た…の巻（2003年9月4日）
- 第23話 死に顔メール…の巻（2003年9月11日）
- 第24話 フォー・ビューティフル・ヒューマン・ライフ…の巻（2003年9月18日）
- 第25話（最終話） 最終任務…の巻（2003年9月25日）

## 備考
この番組の出演者たちは番組が終了した後も親交があり、森本は土田夫妻からアドバイスや叱咤激励を受けている。熊田も『雨上がり決死隊のトーク番組 アメトーーク!』2007年2月22日放送分に出演した際に、土田には「バラエティで行き詰まった時に相談する」と語っていた。さらには磯山も2008年当時開設していたブログで、土田と番組で共演した際には「サッカーの話をする」「相談に乗ってもらう」と語っていた。